# La Diana
La Diana är en ort i Mexiko.   Den ligger i kommunen Güémez och delstaten Tamaulipas, i den centrala delen av landet, 500 km norr om huvudstaden Mexico City. La Diana ligger 202 meter över havet och antalet invånare är 294.
Terrängen runt La Diana är platt, och sluttar österut. Runt La Diana är det glesbefolkat, med 11 invånare per kvadratkilometer. Närmaste större samhälle är Guillermo Zúñiga, 6,5 km väster om La Diana. Trakten runt La Diana består till största delen av jordbruksmark.